# Vladimir Karati
Vladimir Karati (* 17. März 1946 in Subotica) ist ein ehemaliger jugoslawischer Basketballspieler und -trainer.

## Werdegang
Karati begann in Novi Sad mit dem Basketballsport, spielte dann bei KK Radnički Belgrad und wechselte 1972 zu Fribourg Olympic in die Schweiz. Der 1,93 Meter große Karati wurde mit den Üechtländern als Spieler 1973, 1974, 1978, 1979 und 1981 Schweizer Meister sowie 1976 und 1978 Pokalsieger. Er bestritt 17 Länderspiele für die jugoslawische Nationalmannschaft. Mit Fribourg trat er im Europapokal an, unter anderem in der Saison 1973/74 im Europapokal der Landesmeister, als man in der ersten Runde auf Real Madrid traf. Beide Spiele verlor Fribourg deutlich, Karati erzielte in Hin- und Rückspiel jeweils 20 Punkte. Fribourg blieb sein einziger Verein in der Schweiz.
Als Co-Trainer der Freiburger Mannschaft trug er zum Gewinn des Meistertitels 1985 bei. Im April 1993 wurde er Cheftrainer und blieb bis 1995 im Amt. Unter Karati wurde Fribourg Olympic zweimal Vizemeister. Er holte Duško Ivanović nach Fribourg, der dort später seine Trainerlaufbahn begann.
Karati wurde in Fribourg sesshaft und beruflich als Architekt tätig.